# Mackenzie McDonald
Mackenzie McDonald (nascido em 16 de abril de 1995) é um tenista profissional norte-americano, vencedor do Campeonato NCAA de tênis individual e duplas masculinas em 2016 na mesma temporada.
Foi semifinalista no individual júnior do Aberto da Austrália de 2012.
Em 2014, McDonald se classificou para a chave principal do Nielsen Pro Tennis Championship 2014 e derrotou o australiano número 154 do ranking mundial, Samuel Groth, chegando às semifinais.
Seu melhor ranking individual é o de número 371, alcançado em 14 de dezembro de 2015, enquanto que nas duplas ele chegou ao número 528 em 5 de outubro do mesmo ano.
É natural de Berkeley, Califórnia.